# Light as a Feather
Light as a Feather é uma websérie de suspense sobrenatural americana, baseada no livro de mesmo nome de Zoe Aarsen, que estreou em 12 de outubro de 2018, no Hulu. A série foi criada por R. Lee Fleming, Jr. e estrelado por Liana Liberato, Haley Ramm, Ajiona Alexus, Brianne Tju, Peyton List, Jordan Rodrigues, Dylan Sprayberry, e Brent Rivera. Em fevereiro de 2019, a série foi renovada para uma segunda temporada de 16 episódios que será dividida em duas partes, com a Parte I no dia 26 de julho e a Parte II em 4 de outubro.

## Premissa
Light as a Feather segue "cinco garotas adolescentes enquanto lidam com as consequências sobrenaturais decorrentes de um jogo inocente “Light as a Feather, Stiff as a Board.” Quando as garotas começam a morrer da maneira exata que foi prevista, as sobreviventes devem descobrir por que elas estão sendo alvejadas — e se a força do mal que as caça é uma delas."

## Elenco e personagens

### Principal
- Liana Liberato como McKenna Brady, uma tímida e popular estudante e filha de pais divorciados, que costumava namorar Henry antes de seu desaparecimento e agora namora Trey. Liberato também interpreta Jennie Brady, irmã gêmea falecida de Mckenna, em um papel recorrente.
- Haley Ramm como Violet Simmons, uma nova aluna da escola que recentemente se mudou para a cidade com um misterioso segredo.
- Ajiona Alexus como Candace Preston, uma garota popular na escola e ex-namorada de Issac.
- Brianne Tju como Alex Portnoy, uma tomboy popular e dançarina na escola que é lésbica e está namorando Peri.
- Peyton List como Olivia Richmond, a rica líder das garotas populares da escola e a irmã mais nova de Henry.
- Jordan Rodrigues como Trey Emory, vizinho de McKenna e ex-membro da banda de Sammi que está namorando McKenna.
- Dylan Sprayberry como Henry Richmond, um estudante universitário atlético e irmão mais velho de Olivia, que costumava namorar McKenna.
- Brent Rivera como Issac Salcedo, um estudante do ensino médio e namorado de Candace, mas que mais tarde namora Violet
- Dorian Brown Pham (1 ª temporada) e Robyn Lively (2 ª temporada, presente), como Deb Brady, a mãe de McKenna e Jennie.
- Katelyn Nacon como Sammi, líder e cantora de uma banda, ex-namorada de Trey. (2ª temporada)
- Kira Kosarin como Nadia Dando, uma barista inquisitiva, que faz trabalho voluntario com McKenna e Alex. (2ª temporada)
- Froy Gutierrez como Ridge Reyes, um estudante do ensino médio que não é bom com garotas, especialmente Alex. (2ª temporada)
- Adriyan Rae como Peri, interesse amoroso de Alex e uma estudante universitária. (2ª temporada)
- Alex Wassabi como Luke, um estudante do ensino médio amigo de Violet. (2ª temporada)
- Alisa Allapach como April Portnoy, uma estudante universitária e irmã mais velha de Alex. (2ª temporada)

### Recorrente
- Chachi Gonzales como Noreen Listerman
- Shelley Robertson como Gloria Preston
- Amaris Davidson como treinador Faholtz
- Robert Rusler como o Sr. Morris
- Nancy Linehan Charles como Judith
- Timi Prulhiere como a Sra. Regan
- Andrew Tinpo Lee como Nick Portnoy
- Harley Graham como Lena Regan

### Convidado
- Julia Rose como a Sra. Richmond
- Timothy Davis-Reed como Policial

## Episódios

### Resumo
| Temporada | Temporada | Episódios | Episódios | Originalmente lançado |                       |
| --------- | --------- | --------- | --------- | --------------------- | --------------------- |
|           | 1         | 10        | 10        | 12 de outubro de 2018 | 12 de outubro de 2018 |
|           | 2         | 16        | 8         | 26 de julho de 2019   | 26 de julho de 2019   |
|           | 2         | 16        | 8         | 4 de outubro de 2019  | 4 de outubro de 2019  |

### 1.ª temporada (2018)
| N.º na série | N.º na temp. | Título                    | Dirigido por     | Escrito por                           | Exibição original     |
| ------------ | ------------ | ------------------------- | ---------------- | ------------------------------------- | --------------------- |
| 1            | 1            | "...Stiff as a Board"     | Alexis Ostrander | R. Lee Fleming Jr.                    | 12 de outubro de 2018 |
| 2            | 2            | "...Pretty as a Picture"  | Alexis Ostrander | R. Lee Fleming Jr.                    | 12 de outubro de 2018 |
| 3            | 3            | "...Dead as a Doornail"   | Chad Lowe        | Eileen Shim                           | 12 de outubro de 2018 |
| 4            | 4            | "...Dark as the Night"    | Chad Lowe        | Seth M. Sherwood                      | 12 de outubro de 2018 |
| 5            | 5            | "...Mad as a Hatter"      | Jeffrey W. Byrd  | Michael Reisz                         | 12 de outubro de 2018 |
| 6            | 6            | "...Troubled as the Tide" | Jeffrey W. Byrd  | Seth M. Sherwood                      | 12 de outubro de 2018 |
| 7            | 7            | "...Right as Rain"        | Geary McLeod     | Eileen Shim                           | 12 de outubro de 2018 |
| 8            | 8            | "...Cold as Ice"          | Geary McLeod     | Seth M. Sherwood & Sarah Fiori        | 12 de outubro de 2018 |
| 9            | 9            | "...Innocent as a Lamb"   | Alexis Ostrander | R. Lee Fleming Jr. & Seth M. Sherwood | 12 de outubro de 2018 |
| 10           | 10           | "...Slippery as an Eel"   | Alexis Ostrander | R. Lee Fleming Jr.                    | 12 de outubro de 2018 |

### 2.ª temporada (2019)
| Parte 1 |    |                          |               |                     |                      |
| 11      | 1  | "...Lost as Eden"        | Joanna Kerns  | R. Lee Fleming Jr.  | 26 de julho de 2019  |
| 12      | 2  | "...Free as a Bird"      | Joanna Kerns  | Eileen Shim         | 26 de julho de 2019  |
| 13      | 3  | "...Sly as a Fox"        | Geary McLeod  | Seth M. Sherwood    | 26 de julho de 2019  |
| 14      | 4  | "...Sick as a Dog"       | Geary McLeod  | William H. Brown    | 26 de julho de 2019  |
| 15      | 5  | "...Silent as the Night" | Shiri Appleby | Pornsak Pichetshote | 26 de julho de 2019  |
| 16      | 6  | "...Pale as Death"       | Shiri Appleby | Suzanne Keilly      | 26 de julho de 2019  |
| 17      | 7  | "...Guilty as Sin"       | Amanda Row    | Eileen Shim         | 26 de julho de 2019  |
| 18      | 8  | "...White as a Ghost"    | Amanda Row    | Seth M. Sherwood    | 26 de julho de 2019  |
| Parte 2 |    |                          |               |                     |                      |
| 19      | 9  | ASA                      | ASA           | ASA                 | 4 de outubro de 2019 |
| 20      | 10 | ASA                      | ASA           | ASA                 | 4 de outubro de 2019 |
| 21      | 11 | ASA                      | ASA           | ASA                 | 4 de outubro de 2019 |
| 22      | 12 | ASA                      | ASA           | ASA                 | 4 de outubro de 2019 |
| 23      | 13 | ASA                      | ASA           | ASA                 | 4 de outubro de 2019 |
| 24      | 14 | ASA                      | ASA           | ASA                 | 4 de outubro de 2019 |
| 25      | 15 | ASA                      | ASA           | ASA                 | 4 de outubro de 2019 |
| 26      | 16 | ASA                      | ASA           | ASA                 | 4 de outubro de 2019 |

## Produção

### Desenvolvimento
Em 8 de outubro de 2017, foi anunciado que o Hulu havia dado à produção uma ordem de série para uma primeira temporada consistindo em dez episódios. A série foi criada por Lee Fleming Jr. e é baseada no livro Light as a Feather, Stiff as a Board, de Zoe Aarsen. Também se espera que Fleming Jr. produza ao lado de Jordan Levin, Shelley Zimmerman, Joe Davola e Brett Bouttier, Aron Levitz, Eric Lehrman, Kelsey Grammer, Tom Russo, Brian Sher e Stella Bulochnikov. Kailey Marsh está definido para atuar como produtor co-executivo. As empresas de produção envolvidas com a série incluem AwesomenessTV, Wattpad Studios e Grammnet Productions. Em 4 de junho de 2018, foi anunciado que Alexis Ostrander comandaria os dois primeiros episódios e atuaria como co-produtor executivo da série. Em 13 de agosto de 2018, foi anunciado que a série seria estreada em 12 de outubro de 2018.

### Escolha de elenco
Em 4 de junho de 2018, foi anunciado que Liana Liberato, Haley Ramm, Ajiona Alexus, Brianne Tju, Peyton List, Dylan Sprayberry, Jordan Rodrigues, Brent Rivera e Dorian Brown Pham haviam sido escalados para os papéis principais da série.
Em 3 de abril de 2019, foi anunciado que Katelyn Nacon, Kira Kosarin, Froy Gutierrez, Adriyan Rae, Alan Stokes, Alex Stokes, Alex Wassabi, Alisa Allapach e Robyn Lively se juntaram ao elenco recorrente na segunda temporada.

### Filmagens
As filmagens da série começou em 4 de junho de 2018 e terminou em 31 de julho de 2018, em Los Angeles, Califórnia.
As filmagens da segunda temporada começaram em 25 de março em Los Angeles, Califórnia, e estão previstas para continuarem até meadas de abril.

## Recepção
A série foi recebida com uma resposta negativa dos críticos em sua estréia. No site de agregação de revisão Rotten Tomatoes, a primeira temporada detém uma taxa de aprovação de 40%, com uma classificação média de 4,5 de 10 com base em 5 comentários.